# Worpswede
Worpswede (niederdeutsch Worpsweed) ist eine Gemeinde im Landkreis Osterholz in Niedersachsen, an der Hamme nordöstlich von Bremen, mitten im Teufelsmoor gelegen, und ein staatlich anerkannter Erholungsort. Der Ort liegt an der 54,4 Meter hohen Erhebung des Weyerbergs, der die flache Umgebung überragt. Erste Spuren der Besiedlung reichen bis in die Bronzezeit zurück.
Der Ort ist bekannt für die Künstlerkolonie Worpswede als Lebens- und Arbeitsgemeinschaft von Künstlern. Die Stipendiatenstätte Künstlerhäuser Worpswede gehörte bis 2009 zu den größten Deutschlands. In Worpswede finden sich zahlreiche Kultureinrichtungen und Galerien.

## Geografie

### Gemeindegliederung und Eingemeindungen
Auf dem Gebiet der heutigen Einheitsgemeinde Worpswede befanden sich ursprünglich 23 Dörfer, die alle eine eigene Gemeinde bildeten. In den 1920er Jahren sowie 1936 wurden zahlreiche Gemeinden zusammengelegt, so dass sich die Anzahl auf acht reduzierte. Am 1. März 1974 wurden die anderen sieben nach Worpswede eingegliedert. Diese acht ehemaligen Gemeinden bilden heute die Ortschaften von Worpswede:
- Worpswede (mit Bergedorf, Nordwede, Südwede, Weyerdeelen, Weyermoor, Wörpedahl und Worpheim)
- Hüttenbusch (mit Fünfhausen, Heudorf und Hüttendorf)
- Mevenstedt
- Neu Sankt Jürgen
- Ostersode (mit Meinershagen und Nordsode)
- Schlußdorf
- Überhamm
- Waakhausen (mit Viehland)

### Nachbargemeinden
Nachbargemeinden der Gemeinde Worpswede sind im Nordosten die Gemeinde Gnarrenburg, im Osten die zur Samtgemeinde Tarmstedt gehörenden Gemeinden Breddorf, Hepstedt und Tarmstedt, im Süden die Gemeinden Grasberg und Lilienthal, im Westen die Stadt Osterholz-Scharmbeck und im Nordwesten die zur Samtgemeinde Hambergen gehörende Gemeinde Vollersode.

## Geschichte

### Mittelalter
Im 11. Jahrhundert erfolgte die Gründung einer Fischersiedlung auf dem Besitz des Klosters Osterholz. Die erste urkundliche Erwähnung des Ortes war 1218.

### Von 1600 bis 1750
Während des Dreißigjährigen Krieges wurde Worpswede ab 1627 von den katholischen kaiserlichen Truppen des Erzstifts Bremen regiert. 1630 übernahmen die Schweden die militärische Macht in dem Gebiet um Worpswede. 1648 wurde Worpswede an Friedrich von Hessen-Eschwege abgetreten.

### Von 1750 bis 1850
Im Auftrag des hannoverschen Kurfürsten begann Jürgen Christian Findorff um 1750 mit der großflächigen Trockenlegung und Kolonisation im Teufelsmoor, dabei entstanden auch die Orte Heudorf (1756, heute Heudorfer Straße), Hüttendorf (1776, heute Hüttendorfer Straße) und Schlußdorf (1800). Das 1764 gegründete und mit 13 Anbaustellen besiedelte Dorf Nordwede wurde im Volksmund „Sniederdorp“ (Schneiderdorf) genannt, weil der erste Ansiedler ein Schneider war.

### Von 1850 bis heute
1889 gründete sich die Künstlerkolonie Worpswede durch die Düsseldorfer Kunststudenten Fritz Mackensen und Otto Modersohn, die an einem späten Augusttag auf der Bergedorfer Brücke die Natur betrachteten. Es war ein grauer Tag mit einem Licht wie auf Bildern des Malers Millet und sie beschlossen zu bleiben und zu malen. Und damit begann durch Heinrich Vogeler, Fritz Mackensen und Paula Modersohn-Becker eine wechselvolle Geschichte des kleinen Moordorfes im Teufelsmoor.
Der Torfabbau wurde bis zur Mitte des 20. Jahrhunderts stark betrieben; eine Wartungswerkstatt der Torfbahn ist Zeugnis dieser Zeit.
Bei der Reichstagswahl im März 1933 entfielen in Worpswede 66 Prozent der Stimmen auf die NSDAP und die Kampffront Schwarz-Weiß-Rot (Vergleichswert für das gesamte deutsche Reich: 52 Prozent). Die Sozialdemokraten und Kommunisten erhielten dagegen nur 16 Prozent (Vergleichswert: 31 Prozent). Diese Entwicklung wurde in Worpswede deutlich verstärkt durch den Heimat- und Naturkult der Worpsweder Künstler und Künstlerinnen, voran Fritz Mackensen, Carl Uphoff und Martha Vogeler (geb. Schröder), die der völkischen Idee huldigten, während sich politisch Linke wie Heinrich Vogeler und Gustav Regler, der Vogelers Tochter Mieke geheiratet hatte, zur Emigration gezwungen waren. Der Heimat- und Naturkult ging letztlich auf „die große konservativ-nationale Strömung der deutschen Geistesgeschichte“ zurück, „an deren Anfang Herder und die Romantiker stehen“, wie der niederdeutsche Sprachforscher Claus Schuppenhauer schreibt und wurde zur „Perversion des unbedingten Glaubens an Rasse, Blut und Boden“, so Strohmeyer/Artinger/Krogmann in ihrer Studie von 2000. Einen besonderen Einblick auf die Situation und Vertreibung jüdischer Einwohnerinnen und Einwohner bietet die Darstellung von Anning Lehmensiek „Juden in Worpswede“
Seit dem 9. November 1976 ist der Ortsteil Worpswede ein Staatlich anerkannter Erholungsort.

### Einwohnerentwicklung
| Gemeinde 1910  | Einwohner 1910 | Einwohner 1939 |
| -------------- | -------------- | -------------- |
| Bergedorf      | 413            | 2706           |
| Nordwede       | 81             | 2706           |
| Ostendorf      | 365            | 2706           |
| Osterwede      | 209            | 2706           |
| Südwede        | 106            | 2706           |
| Weyerdeelen    | 67             | 2706           |
| Weyermoor      | 66             | 2706           |
| Wörpedahl      | 46             | 2706           |
| Worpheim       | 145            | 2706           |
| Worpswede      | 813            | 2706           |
| Fünfhausen     | 32             | 909            |
| Heudorf        | 284            | 909            |
| Hüttenbusch    | 333            | 909            |
| Hüttendorf     | 167            | 909            |
| Mevenstedt     | 171            | 211            |
| Neu St. Jürgen | 419            | 437            |
| Meinershagen   | 121            | 321            |
| Nordsode       | 87             | 321            |
| Ostersode      | 155            | 321            |
| Schlußdorf     | 291            | 225            |
| Überhamm       | 186            | 181            |
| Viehland       | 60             | 102            |
| Waakhausen     | 122            | 102            |

## Politik

### Gemeinderat
Der Rat der Gemeinde Worpswede besteht aus 24 Ratsfrauen und Ratsherren. Dies ist die festgelegte Anzahl für eine Gemeinde mit einer Einwohnerzahl zwischen 9.001 und 10.000 Einwohnern. Die 24 Ratsmitglieder werden durch eine Kommunalwahl für jeweils fünf Jahre gewählt. Stimmberechtigt im Rat der Gemeinde ist außerdem der hauptamtliche Bürgermeister.
Die aktuelle Amtszeit begann am 1. November 2021 und endet am 31. Oktober 2026.
Die vergangenen Gemeinderatswahlen ergaben folgende Sitzverteilungen:
| Wahljahr | CDU                                                                 | SPD | UWG | Grüne | Linke | FDP | Gesamt   |
| 2021     | 8                                                                   | 5   | 5   | 4     | 1     | 1   | 24 Sitze |
| 2016     | 9                                                                   | 7   | 6   | -     | 1     | 1   | 24 Sitze |
|          | __________________________ UWG: Unabh. Wählergemeinschaft Worpswede |     |     |       |       |     |          |

### Bürgermeister

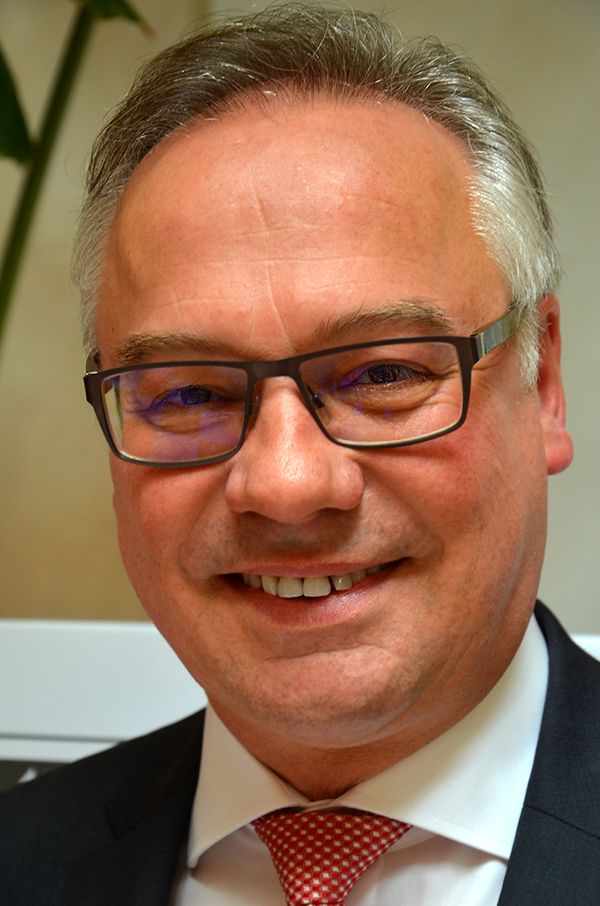
Bürgermeister Stefan Schwenke (2016)

Hauptamtlicher Bürgermeister der Gemeinde Worpswede ist seit 2001 der parteilose Jurist Stefan Schwenke, zuletzt wiedergewählt 2021 als Amtsinhaber mit einem Gegenkandidaten mit 65,07 % der Stimmen bei einer Wahlbeteiligung von 66,23 %. Schwenke trat seine weitere Amtszeit am 1. November 2021 an.

### Wappen und Flagge
| Wappen von Worpswede | Blasonierung: „In Silber (Weiß) unter rotem Schildhaupt, darin zwischen je vier 1:2:1 gestellten goldenen (gelben) Fachwerkhäusern eine silberne (weiße) Lilie, ein grüner Dreiberg, dieser belegt mit einem Silber (Weiß) bordiertem roten Schild, darin drei 2:1 gestellte silberne (weiße) Schildchen.“ |

Flagge der Gemeinde Worpswede

| Wappen von Worpswede | Wappenbegründung: Das von Günther Bock entworfene Wappen wurden vom Rat der Gemeinde in seiner Sitzung am 9. März 2016 eingeführt und am 1. Juli 2016 vom Landrat des Landkreises Osterholz genehmigt. In ihm spiegelt sich die Geschichte Worpswedes wider: 1223 schenkt Heinrich Herzog von Sachsen und Pfalzgraf bei Rhein dem Kloster Osterholz vier Hufen (Hofstellen). Um 1225 schenkt Markgräfin Margarethe von Brandenburg der Kirche zu Osterholz das Eigentum der halben Insel Worpswedes von vier Hufen. Diese acht Worpsweder Höfe sind im Schildhaupt in Gold als Häuser auf rotem Grund dargestellt unterteilt mit der Lilie. Das Symbol für das Marienkloster Osterholz. Die acht Höfe symbolisieren ebenfalls die acht Ortschaften der Gemeinde Worpswede. Durch Silber wird die Darstellung des Weyerberges vom Schildhaupt farblich in Grün abgesetzt. Die Entdeckung Worpswedes für die Kunst durch Fritz Mackensen im Jahre 1884 wird durch das Zunftwappen der Maler getrennt durch einen silbernen Rand im Weyerberg verankert. Die im Zunftwappen der Maler dargestellten Schilde sollen sich auf die drei Künste Architektur, Malerei und Bildhauerei beziehen. Flagge: „Die Flagge ist zweimal geteilt von Grün, Weiß und Grün im Verhältnis 1:3:1 mit dem Wappen in der Mitte.“ |

### Gemeindepartnerschaften
Worpswede ist im Kommunalverbund Niedersachsen/Bremen vertreten.

Worpswede unterhält seit Juni 2025 eine Städtepartnerschaft mit Olevano Romano in Italien.

## Kultur und Sehenswürdigkeiten

### Bauwerke
- Wohn- und Wirtschaftsgebäude Straßentor 2 von 1525 und 1904
- Wohn- und Wirtschaftsgebäude Im Rusch 8 von 1785 in Fachwerk, auch Haus Bertelsmann
- Wohn- und Wirtschaftsgebäude Weyerdeelen 1 von um 1790 in Fachwerk
- Wohn- und Wirtschaftsgebäude Bergedorfer Straße 23 von um 1800 in Fachwerk
- Bötjersche Scheune von 1841 in Fachwerk; heute Veranstaltungssaal
- Brünjeshof als Hofanlage Ostendorfer Straße 25 von 1852 und 1913, zeitweise Atelier von Paula Modersohn-Becker, dann Clara Rilke und ab 1911 Carl Emil Uphoff
- Wohn- und Wirtschaftsgebäude Am Bergedorfer Schiffgraben 16 von um 1850 in Fachwerk
- Wohn- und Wirtschaftsgebäude Bauernreihe 1 von 1853, heute Teil des Rathauses Worpswede
- Villa Monsees von 1875, heute Galerie
- Alte Schule Worpswede von 1895, An der Kirche 5, heute Kirchengemeindezentrum
- Hofanlage Bauernreihe 6 von 1900 in Backstein
- Wohn- und Wirtschaftsgebäude Bauernreihe 2 von um 1900 in Backstein
- Wohnhaus Bergstraße 18 von 1905; Architekt: Heinrich Vogeler
- Wohnhaus Lindenallee 23 von 1907 mit Anbau von 1925, Architekt Alfred Schulze
- Wohnhaus Bahnhofstraße 13 von 1909; Architekt: Heinrich Vogeler
- Wohnhaus Bergstraße 9 von 1910 für den Maler Wilhelm Bartsch; Architekt: Heinrich Vogeler
- Bahnhof Worpswede von 1910; Architekt: Heinrich Vogeler, heuite auch Restaurant
- Wohn- und Geschäftshaus Bergstraße 11 von 1910 für die Künstlerinnen Sophie Wencke und Clara Wencke; Architekt Alfred Schulze
- Töpferei Hinterm Berg 12a von 1921; Architekt: Bernhard Hoetger
- Haus Hoetger von 1922; Architekt: Bernhard Hoetger
- Logierhaus Worpswede von 1926; Architekt: Bernhard Hoetger
- Jugendherberge Worpswede aus den 1920er Jahren
- Philine-Vogeler-Haus, Galerie von 1928; Architekt: Bernhard Hoetger
- Brücke Hammeweg von 1958 über die Hamme in Höhe Neu Helgoland

### Historische Kulturlandschaft
Das Teufelsmoor um Worpswede ist eine 31 km² große historische Kulturlandschaft von landesweiter Bedeutung innerhalb des Kulturlandschaftsraums Hamme-Wümme-Niederung mit Teufelsmoor. In dem Gebiet liegt Worpswede mit dem Weyerberg. Diese Zuordnung zu den Kulturlandschaften in Niedersachsen hat der Niedersächsische Landesbetrieb für Wasserwirtschaft, Küsten- und Naturschutz (NLWKN) 2018 getroffen. Ein besonderer, rechtlich verbindlicher Schutzstatus ist mit der Klassifizierung nicht verbunden.

### Niedersachsenstein

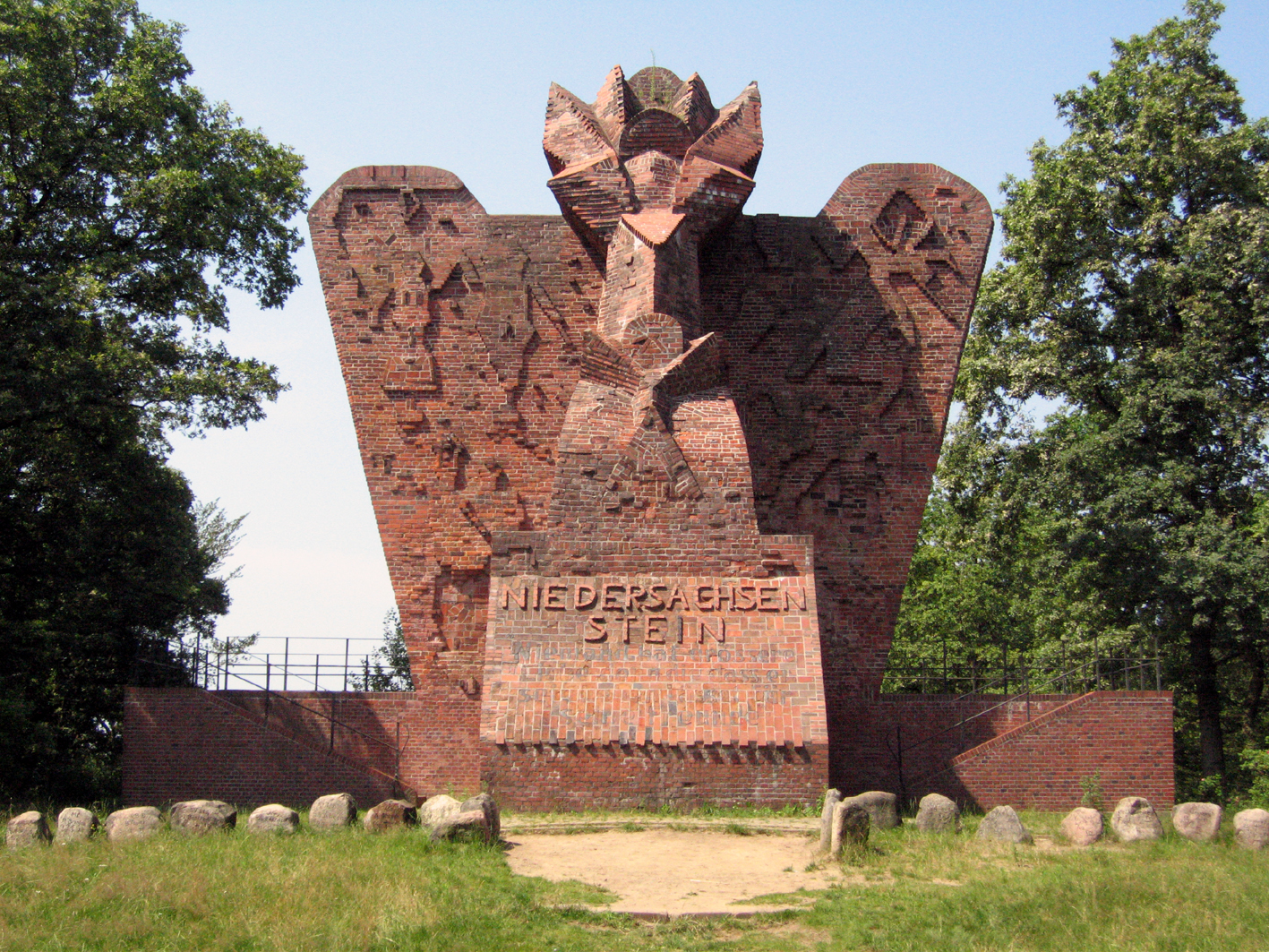
Niedersachsenstein

Der am Weyerberg gelegene Niedersachsenstein ist ein 18 Meter hohes Monument aus Ziegelsteinen, das den Eindruck eines Adlers erweckt. Die Bauskulptur erinnert an die im Ersten Weltkrieg Gefallenen. Es wurde 1922 nach einem Entwurf des Architekten Bernhard Hoetger errichtet und gilt als einzige expressionistische Großplastik Deutschlands von besonderer kunsthistorischer Bedeutung.

### Barkenhoff

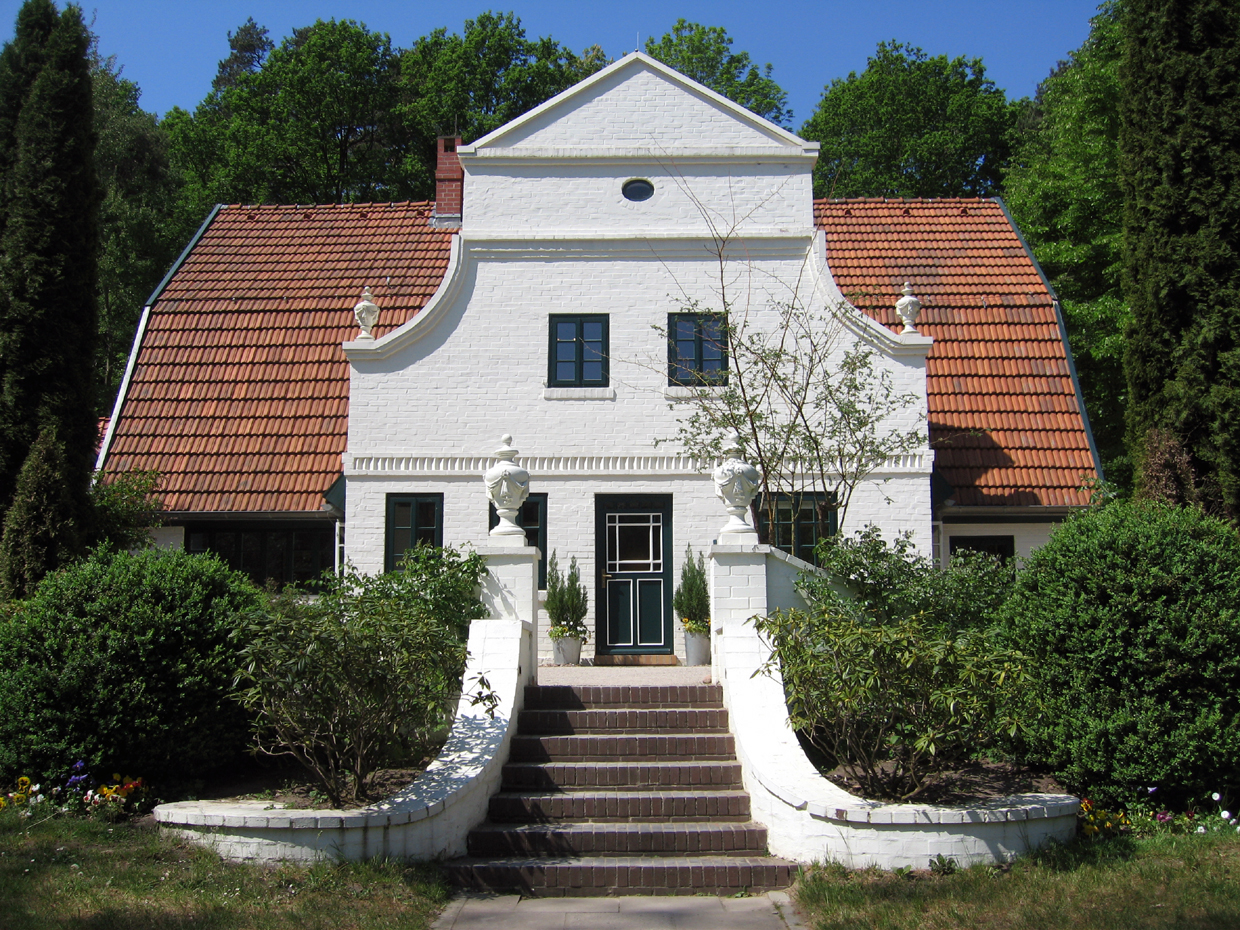
Barkenhoff (Ostseite)

Der Barkenhoff (niederdeutsch Birkenhof) – ursprünglich ein Worpsweder Bauernhof – wurde 1895 vom Künstler Heinrich Vogeler gekauft und innerhalb weniger Jahre zu einem beeindruckenden Gebäude des Jugendstils umgebaut. Bald wurde er zum Mittelpunkt der Worpsweder Künstlerbewegung und somit der gesamten „Künstlerkolonie Worpswede“. Nach dem Ersten Weltkrieg wurde der Barkenhoff 1919 zur Kommune und Arbeitsschule Barkenhoff und von 1923 bis zur Schließung 1932 zu einem Kinderheim der Roten Hilfe.
1932 wurde der Barkenhoff an den Gartenarchitekten und Anthroposophen Max Karl Schwarz (1895–1963) verkauft, der durch den Lebensreformer Leberecht Migge nach Worpswede kam. Dort gründete er von 1932 bis 1936 zusammen mit dem Ingenieur Martin Schmidt (1892–1964) die Gartenbau- und Siedlungsschule Worpswede, an der mit anthroposophisch orientierten Lehrern die biologisch-dynamische Arbeit gelehrt und erforscht wurde. Schwarz gilt als Pionier des biologisch-dynamischen Land- und Gartenbaus, der Kompostierung sowie als Entwickler und Förderer der Gärtnerhof-Idee. 1954 gestaltete Schwarz den Landschaftspark am Goetheanum in Dornach.
In den Folgejahren verfiel der Hof und wurde 1981 der öffentlichen Hand übergeben. 2003/04 wurde der Hof grundlegend renoviert. Seither dient er als Museum sowie als Raum für Ausstellungen. Bis Ende 2009 dienten die angrenzenden Remisen als Ateliers der Stipendiaten der Barkenhoff-Stiftung.

### Haus im Schluh

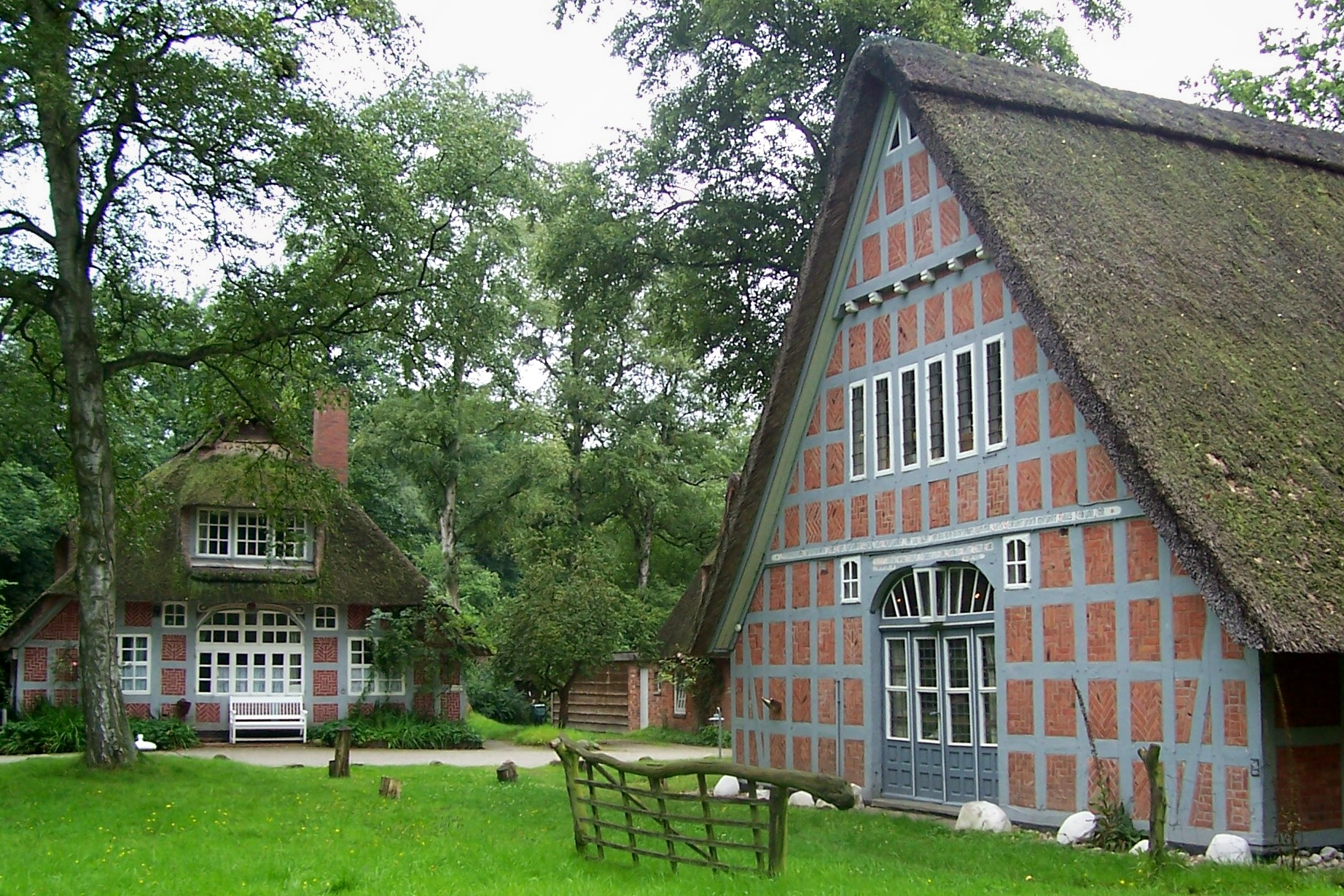
Das Haus im Schluh, hinten das Wohnhaus, rechts die Handweberei

Das Haus im Schluh, ursprünglich eine Moorkate aus dem Moordorf Lüningsee, wurde 1920 von Martha Vogeler, der ersten Ehefrau Heinrich Vogelers, in den Schluh versetzt und mit seiner finanziellen Hilfe umgebaut. Sie verließ zu dieser Zeit den Barkenhoff und zog mit ihren drei Töchtern Marieluise, Bettina, Martha und ihrem Freund, dem Schriftsteller Ludwig Bäumer in das Haus im Schluh (niederdeutsch Sumpf). Es besteht aus drei reetgedeckten Häusern: Dem Wohnhaus Martha Vogelers, der Handweberei, und das kleine Haus, heute eine Gästepension. Im Wohnhaus und der Weberei bilden Möbel, Gemälde, Radierungen, Porzellan und Hausrat aus dem Barkenhoff den Hauptbestandteil der Heinrich-Vogeler-Sammlung. Wechselnde Ausstellungen zum Werk Heinrich Vogelers und kunsthandwerkliche Gegenstände aus der Region ergänzen die Sammlung. Das Haus im Schluh ist eines der vier Museen des Museumsverbundes Worpswede.

### Worpsweder Kunsthalle

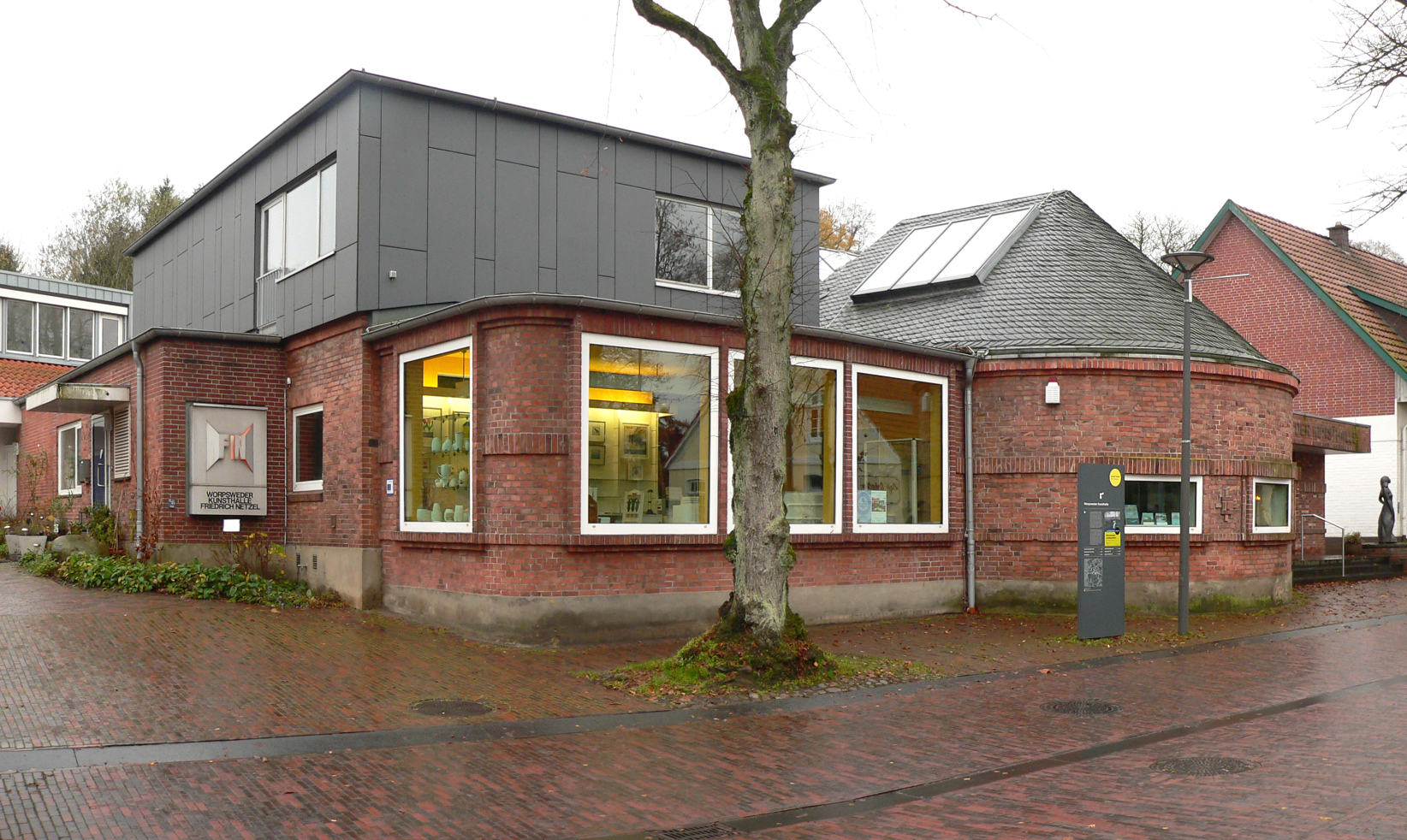
Worpsweder Kunsthalle

Der ortsansässige Buchbindermeister Friedrich Netzel stellte den ersten Worpsweder Künstlern sein Ladengeschäft und angrenzende Räume zu Ausstellungs- und Verkaufszwecken zur Verfügung. Sein Sohn, Friedrich Netzel (II), richtete 1919 ein eigenes Haus in der Bergstraße als Galerie ein, um die zeitgenössische Kunst auszustellen. Neben dem Kunsthandel entstand eine Kunstsammlung. Nach dem Tod des Galeristen 1945 führte dessen Ehefrau den Betrieb in den schwierigen Nachkriegsjahren weiter und übergab ihn schließlich dem Sohn Friedrich Netzel (III). Der zeigte neben der eigenen Familiensammlung aus drei Generationen auch Sonderausstellungen, die Worpswede überregionale Bedeutung gaben. Beispielsweise zeigte er in den Ausstellungen 1972, 1973 und 1989 Heinrich Vogelers Gesamtwerk mit den damals erstmals gezeigten Werken aus dessen sowjetischen Zeit, die erste große Ausstellung in Worpswede zu Paula Modersohn-Becker anlässlich ihres 100. Geburtstages 1976 sowie eine Ausstellung zur 100-Jahr-Feier des Künstlerdorfes 1989.
Nach dem Tod des Galeristen und Sammlers Friedrich Netzel wurde auf dessen Wunsch eine Stiftung gegründet, um die Kunstsammlung zukünftig zu erhalten. Seit 1999 wird die „Worpsweder Kunststiftung Friedrich Netzel“ von einem Team aus Mitarbeitern und Freiwilligen auf privater Basis weitergeführt. In der Sammlung der Worpsweder Kunsthalle befinden sich beispielsweise Werke von Fritz Mackensen, Otto Modersohn, Hans am Ende, Fritz Overbeck, Heinrich Vogeler sowie eine umfangreiche Dauerleihgabe des Werkes ihrer Zeitgenossin Ottilie Reylaender. Die zweite Künstlergeneration ist beispielsweise durch Georg Tappert, Albert Schiestl-Arding, Udo Peters, Alfred Kollmar, Tetjus Tügel, Bram van Velde, Lisel Oppel und Richard Oelze vertreten. Auch zeitgenössische Worpsweder Künstler wie etwa Friedrich Meckseper, Heini Linkshänder und Uwe Hässler sind ausgestellt.

### Kaffee Worpswede

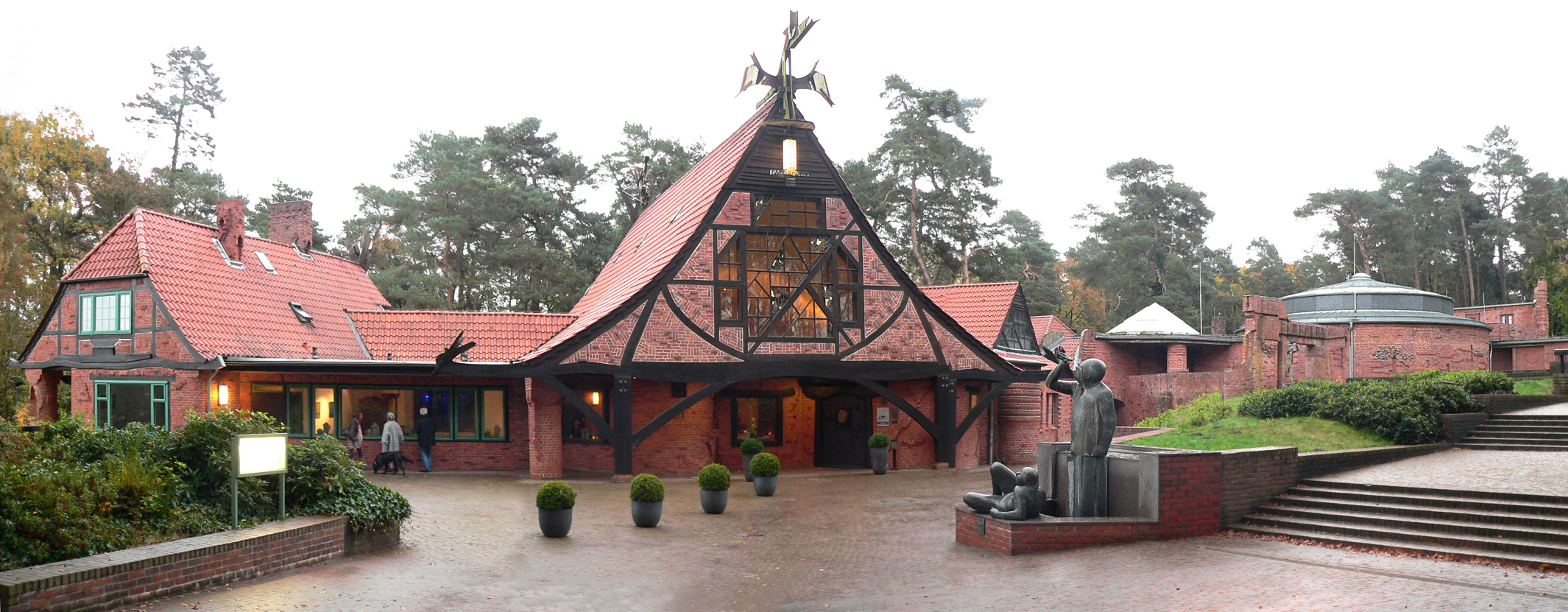
Das Backsteinensemble mit dem Kaffee Worpswede

Das Kaffee Worpswede ist ein expressionistischer Bau. Es ist Teil eines Backstein-Ensembles, zu dem auch die Große Kunstschau gehört und dient seit 1925 als Café und Restaurant. Bis in die 1970er Jahre war dem Café ein Hotel angeschlossen. Es wird im Volksmund auch „Café Verrückt“ genannt, weil der Architekt und Künstler Bernhard Hoetger anfing, ein Haus ohne rechte Winkel zu bauen – als die Worpsweder das sahen, meinten sie „dei is verrückt, de Kerl“ – und seitdem besteht der Spitzname. Ursprünglich bot Hoetger, der für das Projekt geschätzte 100.000 Reichsmark aufbrachte, hier seine eigenen kreativen Schöpfungen an. Das Café ist seit Jahresanfang 2019 geschlossen.

### Große Kunstschau Worpswede

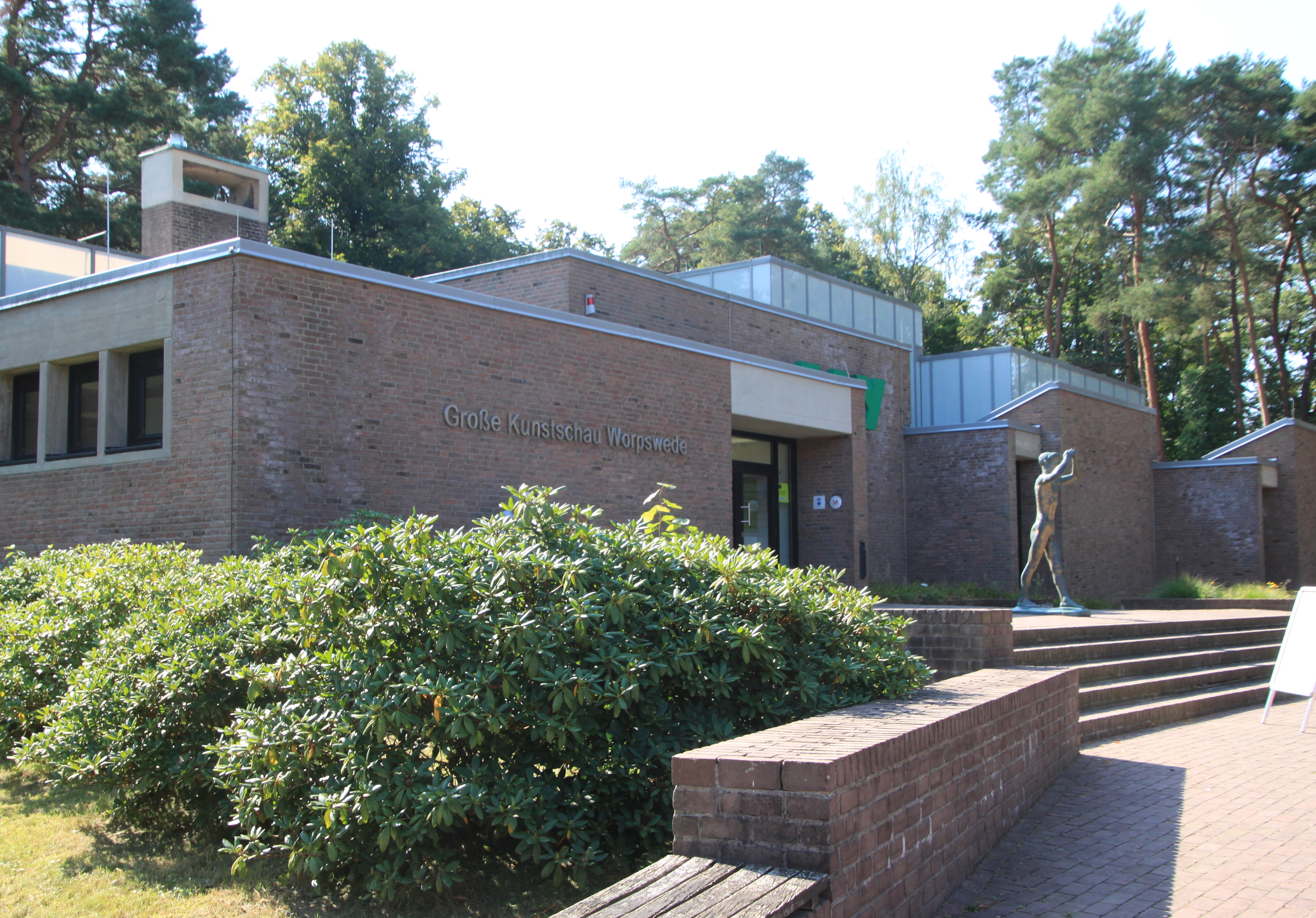
Große Kunstschau im Ludwig-Roselius-Museum Worpswede

Die Große Kunstschau Worpswede ist Teil des expressionistischen Backstein-Ensembles, zu dem auch das Kaffee Worpswede gehört. Sie zeigt eine Dauerausstellung und eine wechselnde Auswahl von Bildern von Worpsweder Künstlern. 2008 fand nach der Sanierung die Wiedereröffnung der Kunstschau statt. Das Ludwig-Roselius-Museum von 1971 fungiert seit 2011 als Haus für zeitgenössische und moderne Kunst.

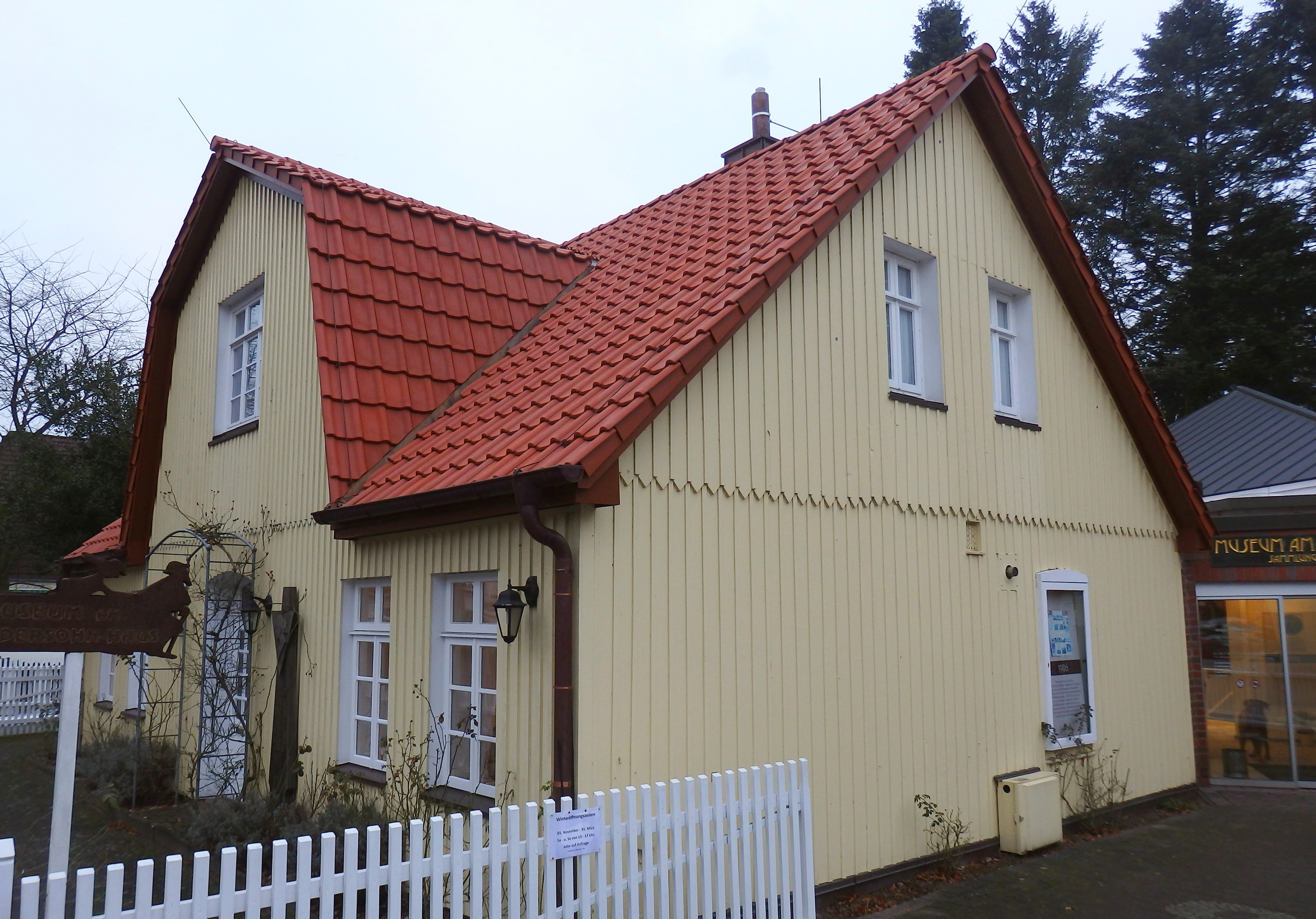
Museum am Modersohn-Haus, ehemaliges Wohnhaus mit Museumsanbau

### Museum am Modersohn-Haus
Das Museum am Modersohn-Haus zeigt das ehemalige Wohnhaus der Maler Otto Modersohn und Paula Modersohn-Becker in der Hembergstraße 19. In ihm werden Bilder von Modersohn-Becker und etwas an originalem Mobiliar gezeigt. Der moderne Anbau dient dazu, auch Werke weiterer Maler der ersten Worpsweder Malergeneration auszustellen.

### Bonze des Humors

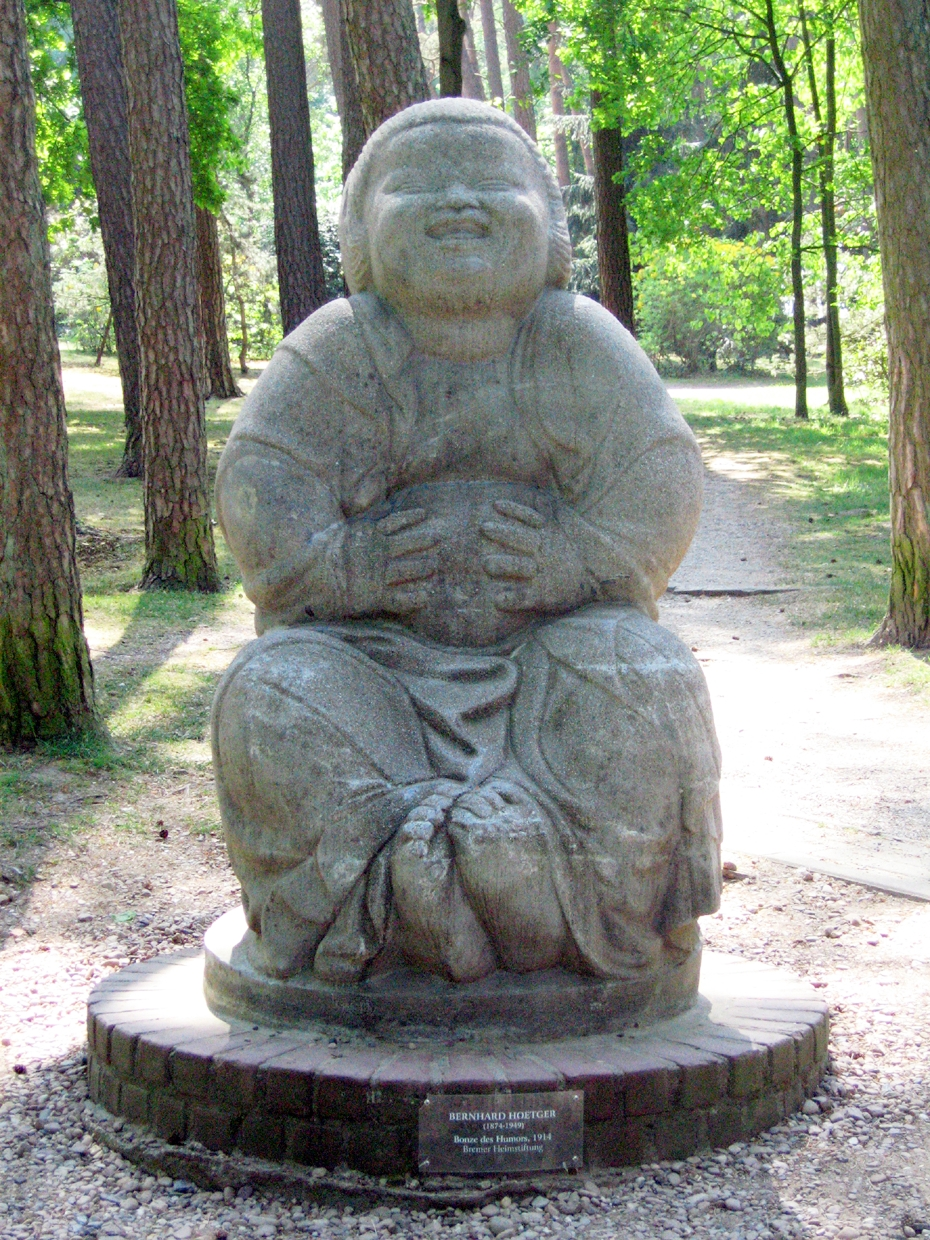
Bonze des Humors

Der Bonze des Humors ist eine lachende Buddha-Statue, die in der Nähe des Parkplatzes beim Kaffee Worpswede steht. Das steinerne Monument wurde – wie das Café und der Niedersachsenstein – von Bernhard Hoetger 1914 entworfen. Hervorgegangen ist die Statue aus einer Serie von 15 kleinen Majolika-Keramiken. Hoetger hatte, als er noch auf der Mathildenhöhe in Darmstadt tätig war, einen Zyklus von Gegensatzpaaren geschaffen. Mit ihnen wollte er die „Licht- und Schattenseiten“ des Menschen darstellen, so z. B. Güte, Glaube, Hoffnung auf der Lichtseite, Habgier, Wut, Hass auf der Schattenseite. Der Bonze bildete die Mittelfigur der Lichtseite (sie heißt deshalb eigentlich Licht). Die Wut als Teil der Schattenseite – ebenfalls aus Kunststein – steht nur wenige Schritte entfernt neben dem Treppenaufgang zur Großen Kunstschau. Beide waren von Hoetger zunächst im Park seines ersten Wohnsitzes in Worpswede, dem Brunnenhof Worpswede, aufgestellt worden. Dort bekamen sie von den Worpswedern die Namen Orang und Utan. Der Brunnenhof brannte 1923 ab, an seiner Stelle wurde 1924 ein neues Gebäude errichtet, das von der Eigentümerin nach dem Vornamen ihres Mannes Diedrichshof genannt wurde. Das Haus gehört seit 1953 der Bremer Heimstiftung. Erhalten und restauriert ist der Garten mit zahlreichen Skulpturen, der später zu Ehren des Künstlers den Namen Hoetger-Garten erhielt. Einige Standbilder, wie der Bonze, wurden an andere Stellen verbracht.

### Kaufhaus Stolte

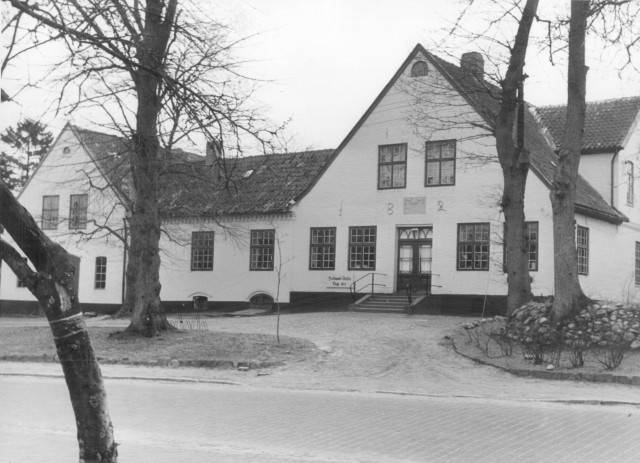
Kaufhaus Stolte um 1950

Das Kaufhaus Stolte an der Findorffstraße ist mit einer fast 200-jährigen Tradition das älteste Geschäft im Dorf. Entstanden ist es 1824. Ein Enkel des ersten Worpsweder Pastors hatte es erbauen lassen, nachdem er seinen Krämerladen in der Pastorenscheune unterhalb der Kirche aufgegeben hatte. Viele Kirchgänger nutzten das Haus als Ausspann und zum sonntäglichen Einkauf. Der Kaufmannsfamilie Stolte, insbesondere der Haustochter Emilie (Mimi) Stolte, ist es zu verdanken, dass Worpswede vom unbedeutenden Moordorf zur weltbekannten Künstlerkolonie aufstieg. Mimi Stolte hatte nämlich 1884 den Kunststudenten Fritz Mackensen, den sie in Düsseldorf kennengelernt hatte, in ihr Elternhaus eingeladen. Aus einem ersten Besuch wurden mehrere, und schließlich ab 1889 ein Aufenthalt auf Dauer, nachdem sich Mackensen noch einige Malerfreunde hinzugesellt hatten, die den Kern der Künstlerkolonie bildeten. Eine Texttafel und ein Porträt Mackensens neben dem Hauseingang verweisen auf diese Geschichte.

### Käseglocke

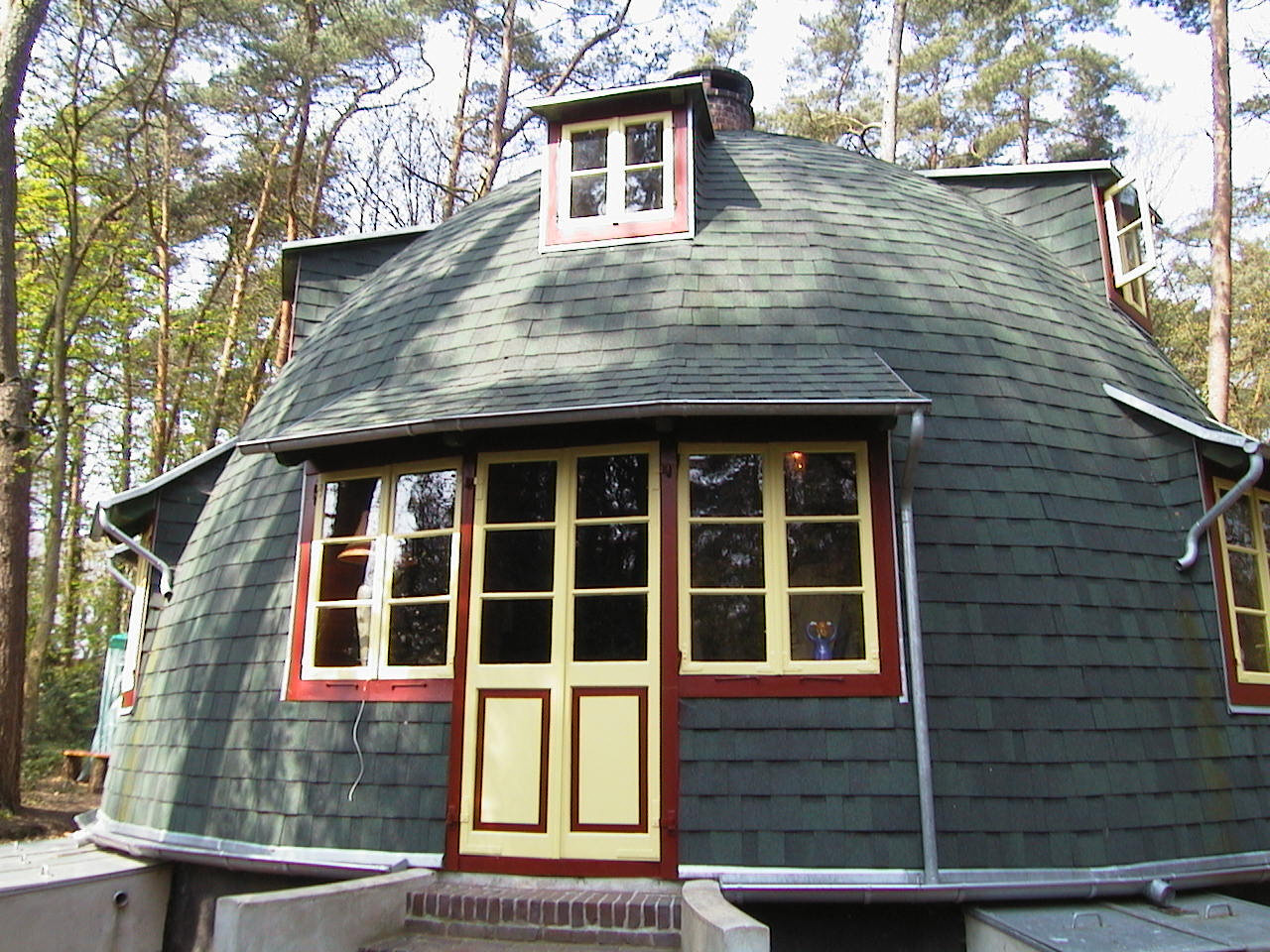
Die Worpsweder Käseglocke

Die Worpsweder Käseglocke ist ein kuppelförmiger Bau auf dem Weyerberg und wurde 1926 vom Schriftsteller Edwin Koenemann erbaut. In der Zeitschrift Frühlicht veröffentlichte der Architekt Bruno Taut 1921 Entwürfe für die Mitteldeutsche Ausstellung für Siedlung und Arbeit in Magdeburg. Darin wurde auch ein Atelierhaus vorgestellt, das hier von Koenemann adaptiert wurde.

### Zionskirche und Kirchfriedhof

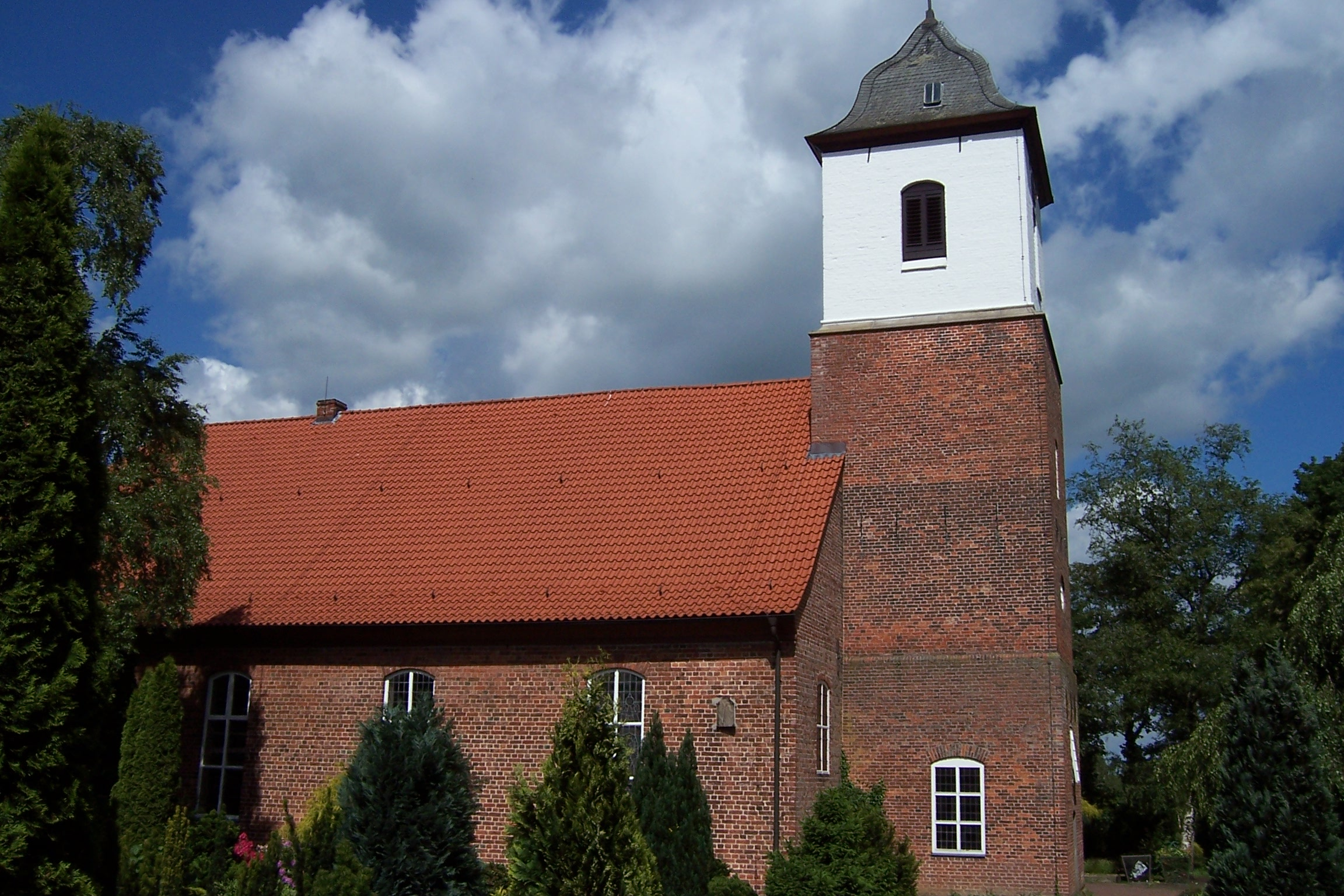
Zionskirche in Worpswede

Die Zionskirche auf dem Weyerberg wurde mitten im Siebenjährigen Krieg von 1757 bis 1759 erbaut. Auf der Grundlage von Plänen des hannoverschen Hofbaumeisters Johann Paul Heumann leitete der Moorkolonisator Jürgen Christian Findorff die Baumaßnahmen. Finanzielle Unterstützung kam vom Kurfürsten von Hannover und König von England, Georg II. Aus der schlichten Ausstattung der Saalkirche hebt sich der Kanzelaltar mit einigen Rokoko-Ornamenten heraus. Beachtenswert sind Engelsputten unter der Emporendecke und Blumenornamente in den Zwickeln der Säulen auf den Emporen. Sie sind „Strafarbeiten“ der damaligen Kunstschülerinnen Clara Rilke-Westhoff und Paula Modersohn-Becker. Beide hatten verbotenerweise 1900 die Kirchenglocken geläutet, was als Feueralarm missdeutet worden war. 1762 schuf Dietrich Christoph Gloger eine Orgel, die nicht erhalten ist, aber 2011/12 durch Hendrik Ahrend in Anlehnung an Glogers Konzept rekonstruiert wurde. Der Orgelneubau verfügt über 22 Register. Der Kirchturm mit seinem weithin sichtbaren weißen Kragen unterhalb des barocken Turmhelms wurde erst 1798 an der Ostseite angefügt. Er diente wie die gesamte Kirche den Malern der Worpsweder Künstlerkolonie als begehrtes Motiv.

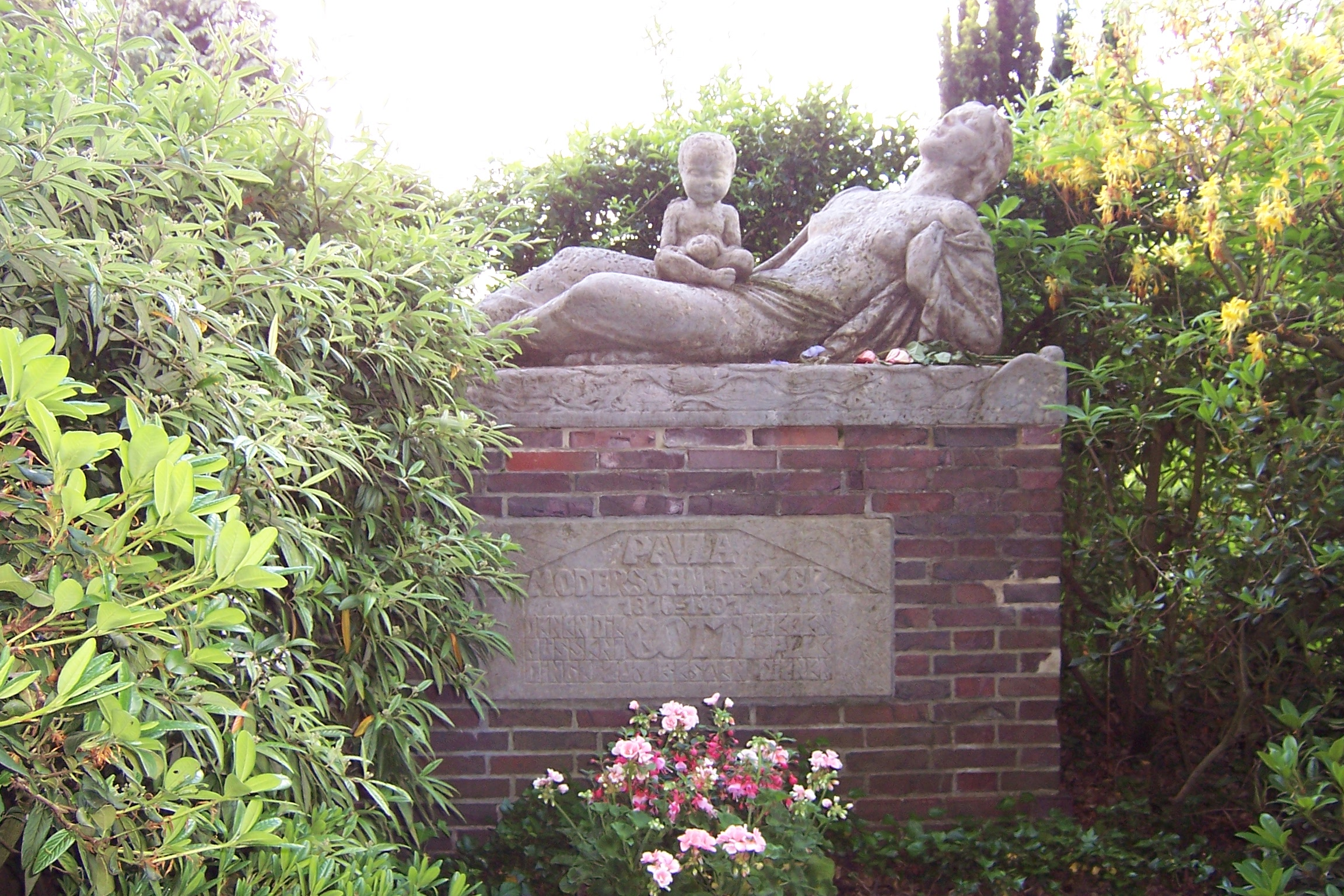
Paula Modersohn-Beckers Grabstein von Hoetger

Der Friedhof, von Findorff geplant und eingerichtet, ist noch ein wirklicher Kirchhof. Mit seiner schönen Lage und Gestaltung ist er das Ziel vieler Besucher. Etwa 80 bedeutende Maler, Schriftsteller, Musiker und Kunsthandwerker haben auf ihm ihre letzte Ruhestätte gefunden. Darunter sind der Entdecker Worpswedes als Künstlerdorf, Fritz Mackensen, und Paula Modersohn-Becker.
Das von dem Bildhauer, Designer, Maler und Architekten Bernhard Hoetger zwischen 1916 und 1919 geschaffene Grabmal für die 1907 früh verstorbene Malerin Paula Modersohn-Becker übt für viele Menschen, die den Worpsweder Friedhof besuchen, eine besondere Anziehungskraft aus. Beherrscht wird das Monument von einer aus Gussstein gefertigten halbentblößten, zurückgesunkenen, lebensgroßen Frauengestalt. Auf ihrem Schoß sitzt ein kleines nacktes Kind, das einen Apfel in den Händen hält. Die Darstellung soll dem Schicksal der Malerin, die wenige Tage nach der Geburt ihrer einzigen Tochter gestorben war, Ausdruck verleihen und den Kreislauf von Werden und Vergehen symbolisieren.

### Windmühlen

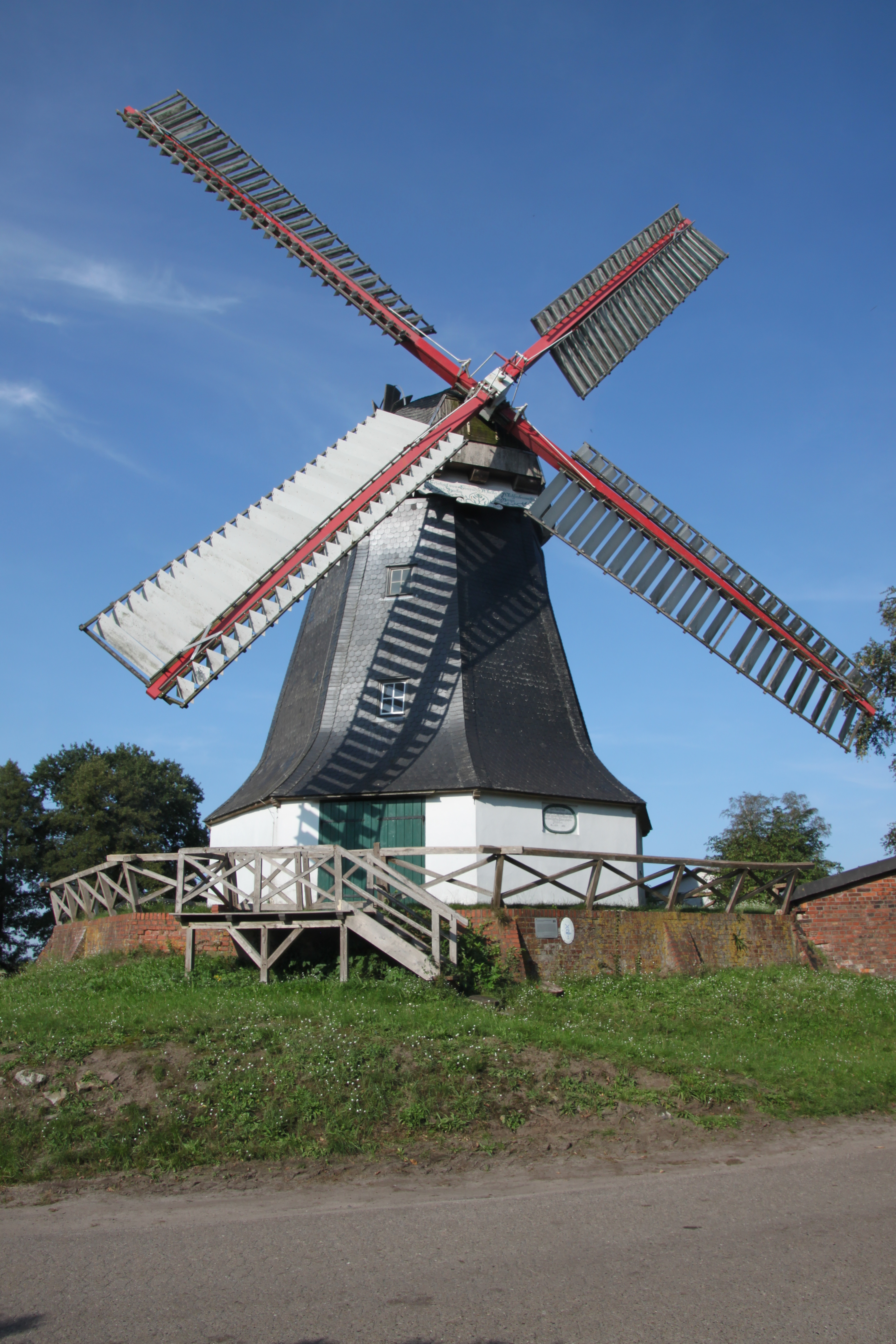
Windmühle Worpswede

Am Rande Worpswedes stand seit 1701 eine Bockwindmühle. 1838 wurde sie durch den Erdholländer mit drei Mahlgängen  ersetzt. 1888 übernahm die Windmühle Worpswede die Müllerfamilie Schwenke. Sie wurde mehrfach überholt und ihre Technik verbessert, u. a. Umrüstung auf Jalousieflügel, Einbau von Motoren sowie einer Windrose. Nach Betriebseinstellung in 1986 nutzten bis 2022 die Freunde Worpswedes e. V. die Mühle.
Die Windmühle Ostersode von  1852 ist ein zweistöckige Galerieholländer mit achteckigem  massivem Sockel. Das Flügelkreuz wurde mit einem Steert in den Wind gedreht. Die Mühle mit zwei Mahlwerken wurde bis 1930 mit Wind betrieben, dann mit einer Dampfmaschine und später durch einen Elektromotor. Eine Sanierung stellte Eichenholzgalerie, Rumpf- und Kopfeindeckung mit Reet wieder her; die Flügel wurde ausgewechselt.

### Aussichtsturm Neu-Helgoland
Der neun Meter hohe Aussichtsturm Neu-Helgoland steht ca. 2,5 km westlich von Worpswede am nördlichen Ufer der Hamme kurz vor dem Zufluss der Beek, unweit von Neu-Helgoland. Er wurde Ende 2014 nach den bei Osterholz-Scharmbeck stehenden Aussichtstürmen An den Postwiesen und In den Linteler Weiden als dritter Aussichtsturm im Rahmen des GR-Projektes Hammeniederung in eigenwilliger Form aus Stahl errichtet und bietet einen guten Ausblick auf Worpswede, den Weyerberg sowie auf die Natur und Landschaft der Umgebung, wie Hammeniederung, Teufelsmoor und Naturschutzgebiet Breites Wasser.

### Findorff-Denkmal

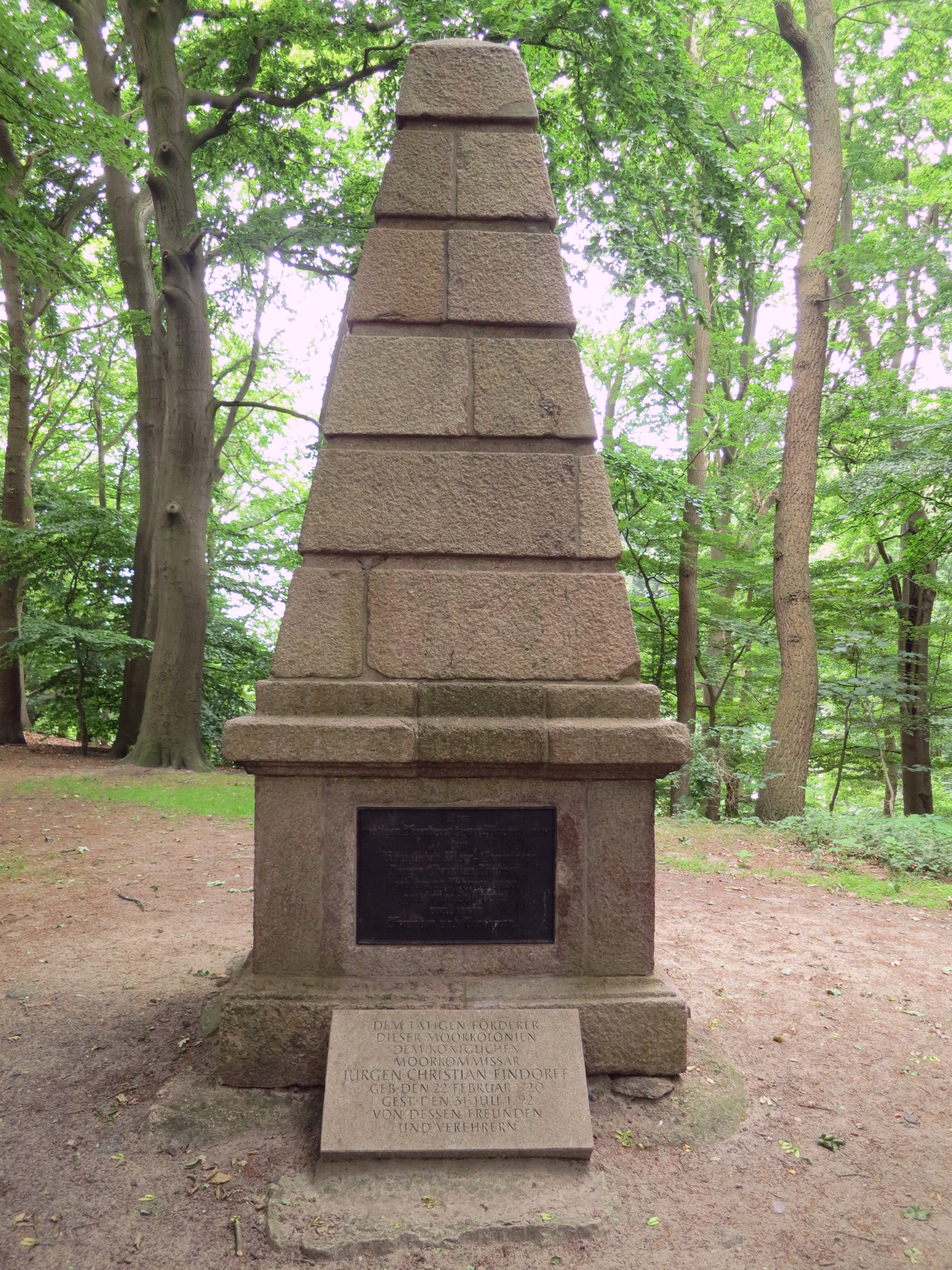
Findorff-Denkmal

Der dem Kirchberg benachbarte Hügel des Weyerbergs trägt das Denkmal für Jürgen Christian Findorff (1720–1792). Der Obelisk wurde 1799 errichtet als Dank und Anerkennung für die besonderen Leistungen, die sich der „Vater aller Moorbauern“ in der Region erworben hatte. Zu den Verdiensten des königlichen Moorkommissars unter den hannoverschen Kurfürsten und englischen Königen Georg II. und Georg III. zählten u. a. die Gründung vieler Dörfer zwischen Bremervörde, Osterholz und Ottersberg; der Bau des Osterholzer Hafens und Hafenkanals sowie des Hamme-Oste-Kanals. Beim Bau der Worpsweder Zionskirche bewährte er sich als Bauleiter. Die Kirchen in den benachbarten Orten Grasberg und Gnarrenburg gehen auf seine Baupläne zurück.

## Infrastruktur, Wirtschaft, Verkehr

### Allgemeines
- Rathaus Worpswede, Bauernreihe 1
- Bötjersche Scheune, Veranstaltungssaal
- Grundschulen: Bildungszentrum Hüttenbusch, Worpswede Im Rusch 2,
- Gymnasium Lilienthal
- Gesamtschule Lilienthal
- Kindertageseinrichtungen: DRK Auf der Wurth 4, Kirchenmäuse, SOS-Kita, Hüttenbusch, Mevenstedt, Südwede, Kinderhaus

### Kirchen
- Evangelisch-lutherischen Landeskirche Hannovers: Zionskirche (Worpswede)
- Katholische Kirche in der Pfarrei Heilige Familie in Osterholz-Scharmbeck, dazu gehört die Kapelle Maria Frieden
- Es gibt andere christliche Gruppen und Freikirchen: Baptisten-, eine Brüder- und eine neuapostolische Gemeinde

### Eisenbahn und Bahnhof Worpswede

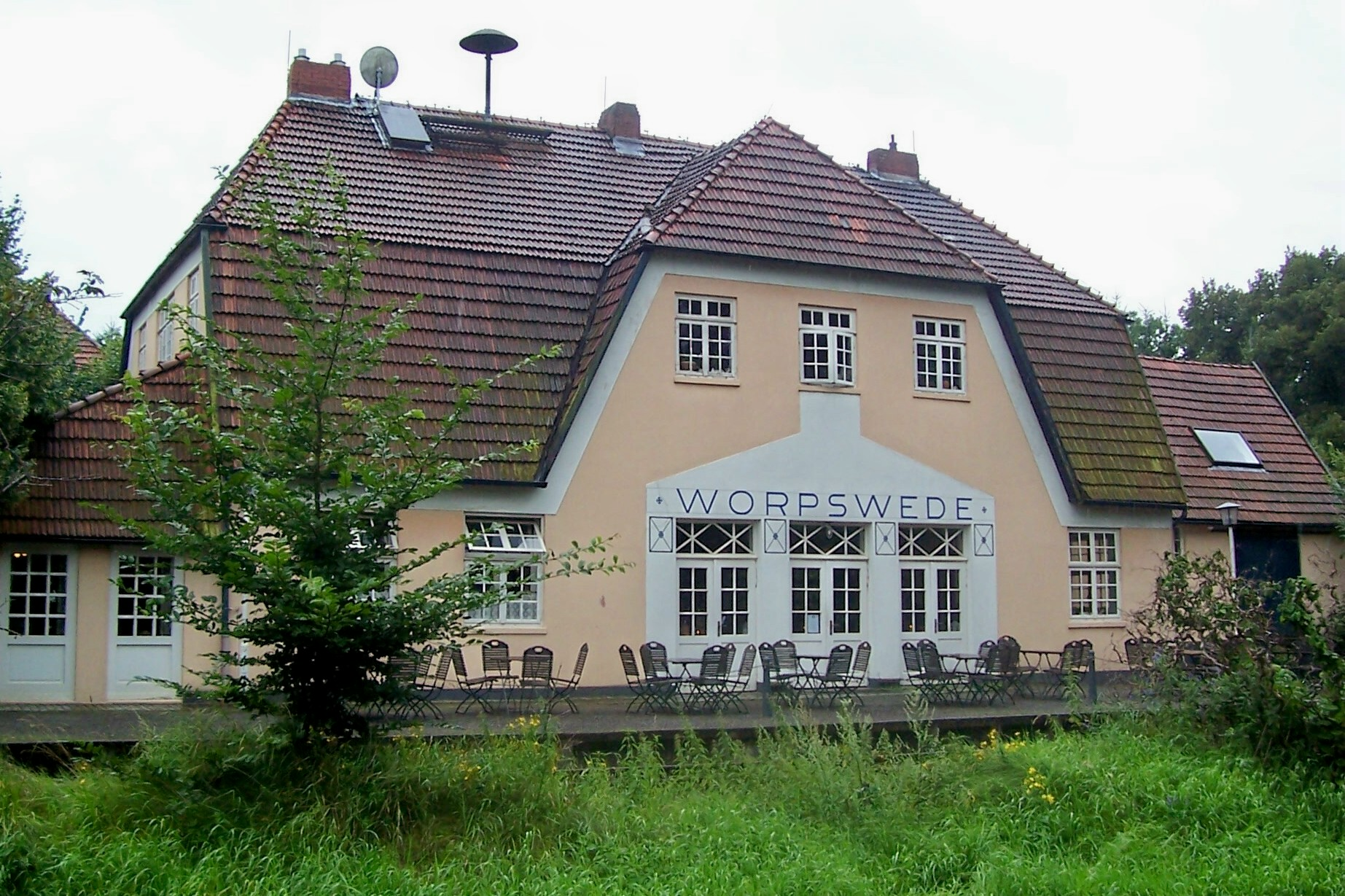
Bahnhofsgebäude

Der Bahnhof Worpswede liegt an der Bahnstrecke Bremervörde–Osterholz-Scharmbeck. Der Moorexpress verkehrt saisonal von Mai bis Oktober an Sams-, Sonn- und Feiertagen als Museumsbahn von Stade über Worpswede nach Bremen Hbf.
Das Empfangsgebäude  wurde 1910 von Heinrich Vogeler im Stil der Reformarchitektur entworfen. Vogeler entwarf auch die gesamte Inneneinrichtung (Möbel, Kunstwerke und Malereien). 1978 wurde der Bahnhof saniert. Er beherbergt heute ein Restaurant.

### Busverkehr
Eine Regionalbus-Linie des VBN verbindet Worpswede mit Bremen. Im Nachtverkehr am Wochenende fährt eine Linie stündlich mit Anschluss von und zu einer Linie der Bremer Straßenbahn in Falkenberg. Weiterhin fährt eine Buslinie von Osterholz-Scharmbeck nach Bremervörde durch Worpswede. Bürgerbusse erschließen seit dem 15. November 2010 Teile von Grasberg und Worpswede.

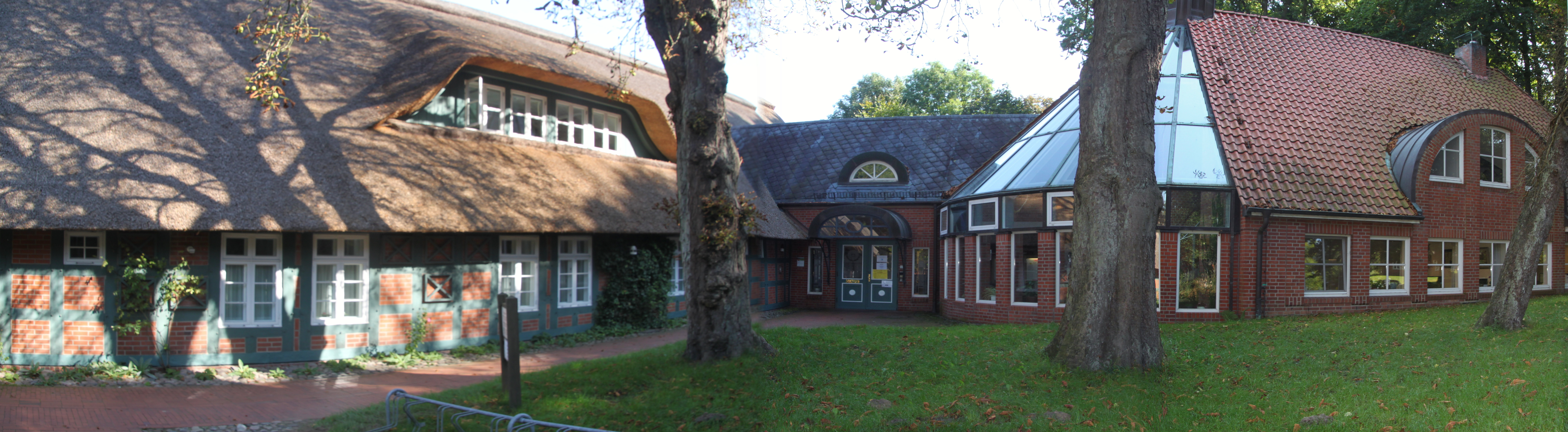
Rathaus Worpswede links: historisches Gebäude, rechts: neuer Anbau
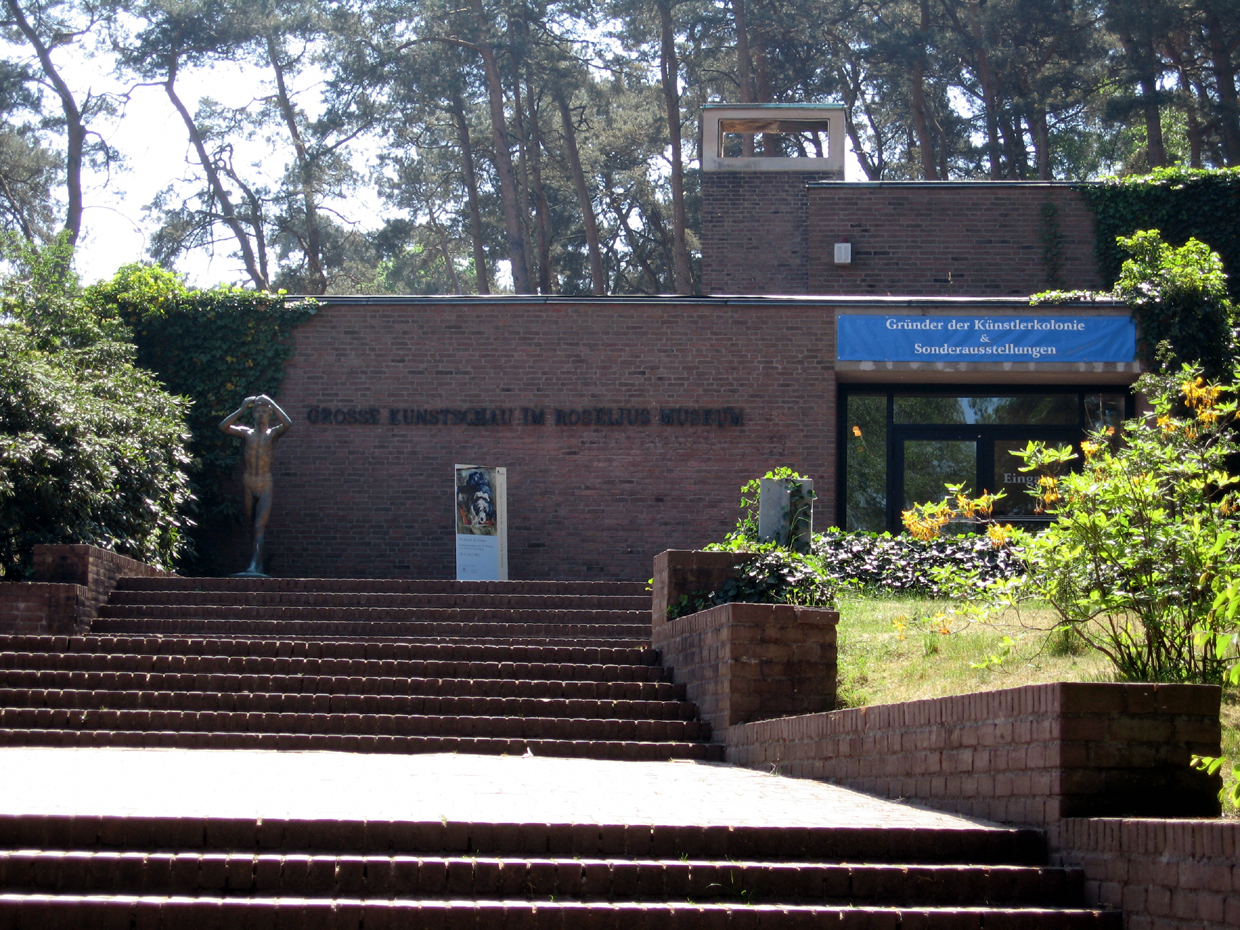
Roselius-Museum
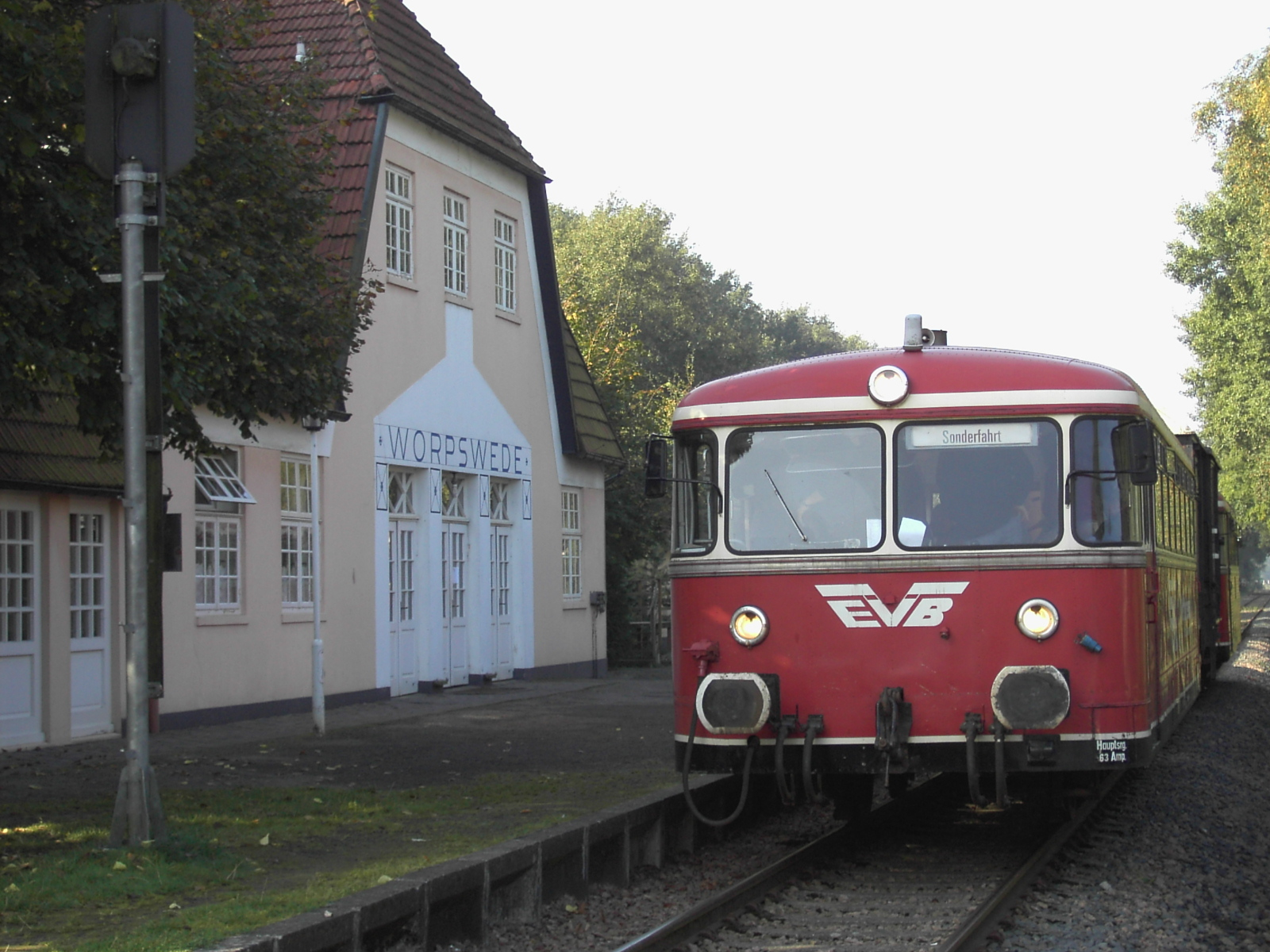
Bahnhof Worpswede mit Moorexpress
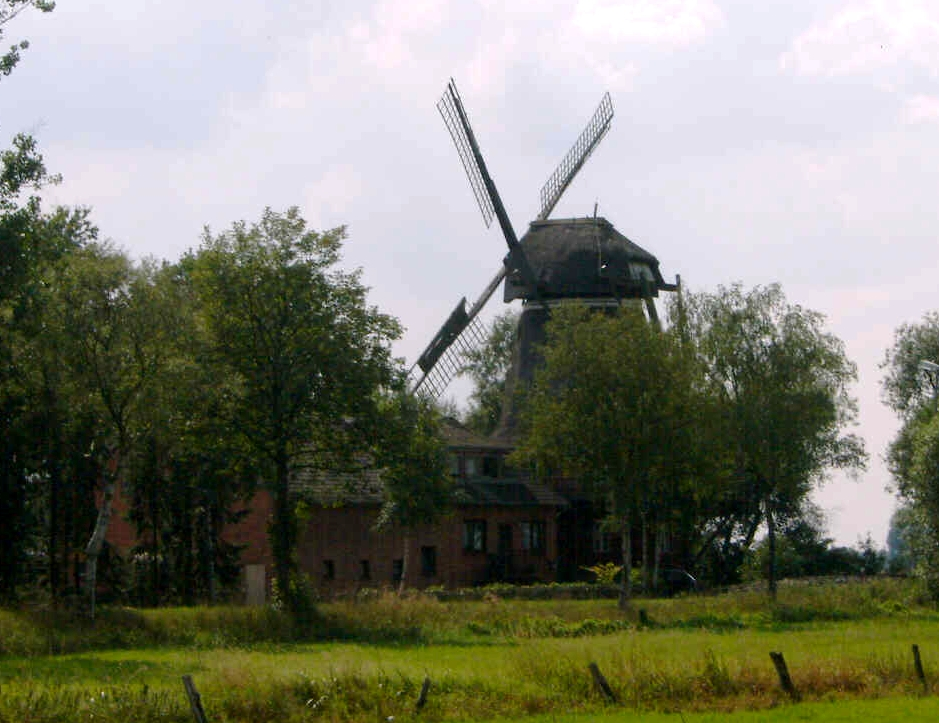
Windmühle in Ostersode
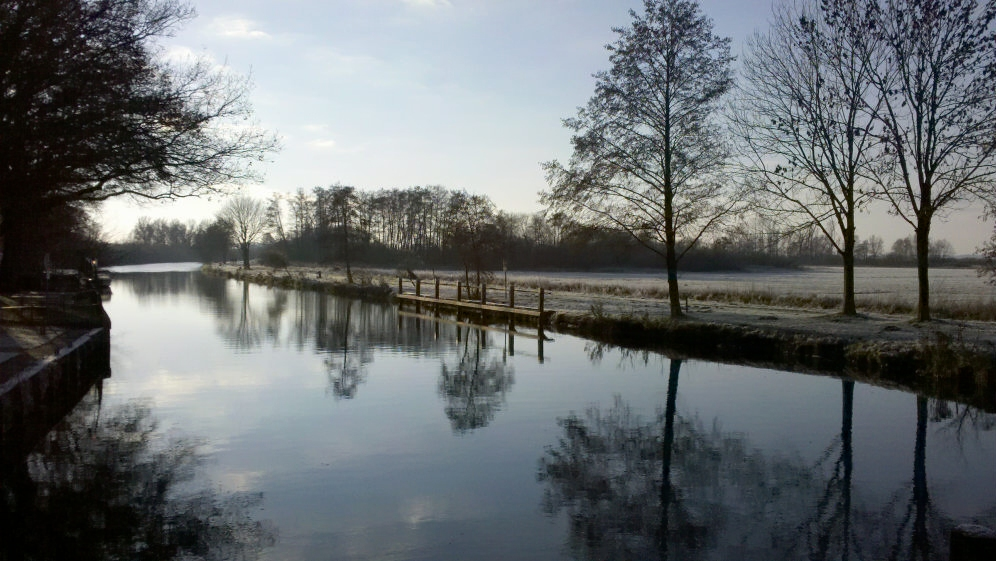
Hamme bei Worpswede
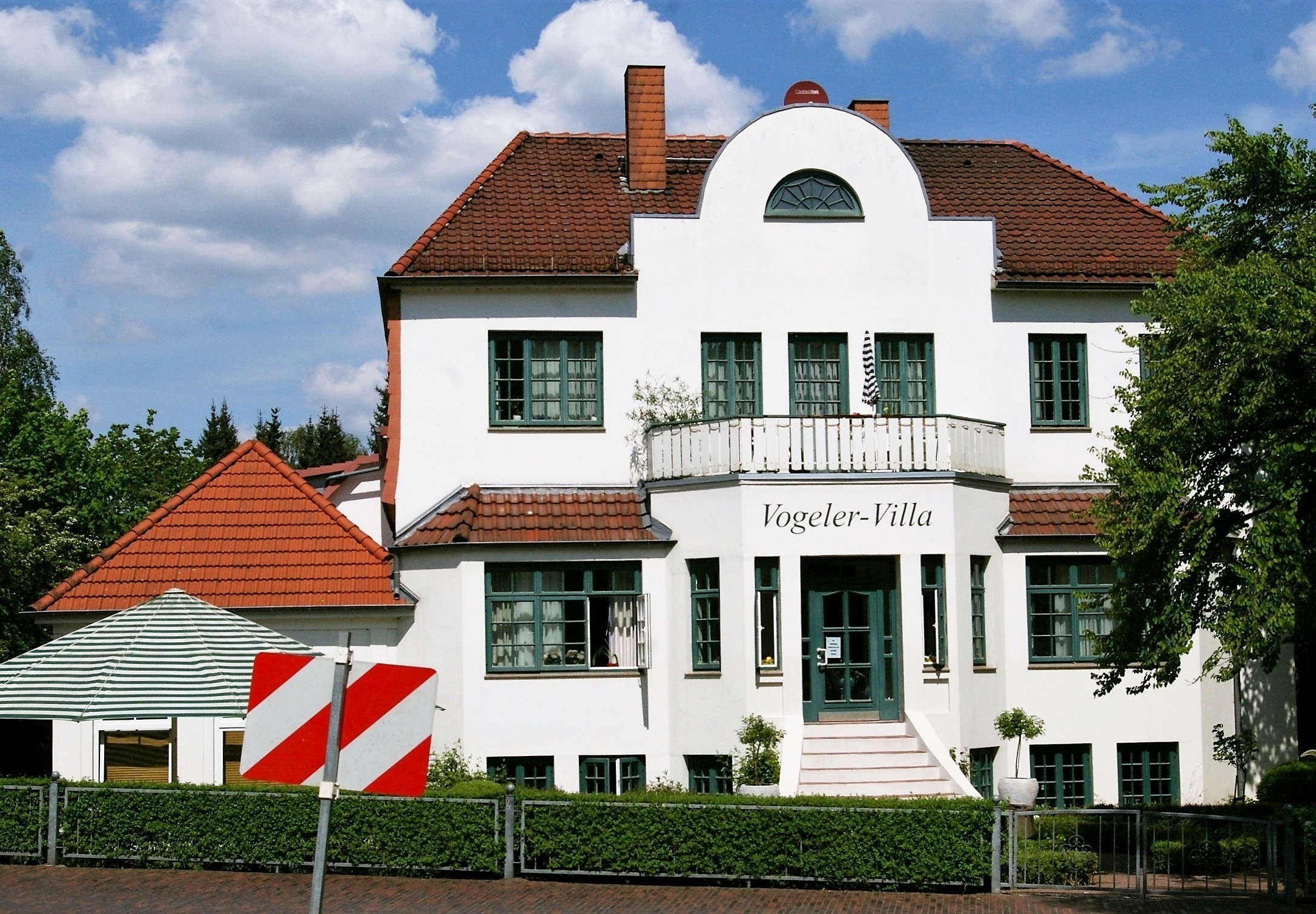
Senioren-Residenz Bergstraße 18 ehem. Vogeler-Villa

## Persönlichkeiten

### Söhne und Töchter der Gemeinde
- Heinrich Schriefer (1847–1912), plattdeutscher Dichter
- Martha Vogeler (geb. Schröder, 1879–1961), Kunsthandwerkerin, Muse, Modell und erste Ehefrau des Malers Heinrich Vogeler
- Fritz Theodor Overbeck (1898–1983), Botaniker
- Wilhelm Bolte (1902–1974), Politiker
- Johann Wilckens (1906–1957), Politiker
- Mathilde Modersohn (genannt Tille, 1907–1998), Tochter von Otto Modersohn und Paula Modersohn-Becker sowie Gründerin der Paula Modersohn-Becker Stiftung
- Rudolf Dodenhoff (1917–1992), Fotograf
- Friedrich Hennemann (1936–2020), Manager und politischer Beamter
- Eberhard Petzold (* 1944), Fotograf
- Wolfgang Kietzer (* 1947), Politiker
- Heidi Hazell (geb. Schnaars, 1962–1989), Mordopfer der IRA
- Moritz Rinke (* 1967), Dramatiker
- Norman Sieroka (* 1974), Philosoph und Hochschullehrer